# Arcidiocesi di Pompeopoli di Paflagonia
L'arcidiocesi di Pompeopoli di Paflagonia (in latino: Archidioecesis Pompeiopolitana in Paphlagonia) è una sede soppressa del patriarcato di Costantinopoli e una sede titolare della Chiesa cattolica.

## Storia
Pompeopoli di Paflagonia, identificabile con Taşköprü nell'odierna Turchia, è un'antica sede arcivescovile della provincia romana della Paflagonia nella diocesi civile del Ponto e nel patriarcato di Costantinopoli.
Originariamente suffraganea dell'arcidiocesi di Gangra, fu in seguito elevata al rango di sede arcivescovile autocefala. Come tale è documentata nelle Notitiae Episcopatuum del patriarcato dal VII alla fine del X secolo; in seguito le medesime Notitiae annoverano Pompeopoli tra le sedi metropolitane senza suffraganee fino al XIV secolo.
La diocesi è documentata per la prima volta nel IV secolo, con i vescovi Filadelfio, che prese parte al primo concilio ecumenico celebrato a Nicea nel 325; e Sofronio, che figura tra i membri del sinodo riunito a Seleucia di Isauria il 27 settembre 359, e che venne deposto nel gennaio successivo.
Molti dei vescovi conosciuti presero parte alle grandi assisi ecumeniche del primo millennio cristiano: Argino al concilio di Efeso nel 431, Eterio al concilio di Calcedonia nel 451, Severo al concilio di Costantinopoli nel 553, Teodoro I al concilio di Costantinopoli nel 680, Mauriano al concilio di Nicea del 787, Giovanni I e Teodosio rispettivamente ai concili di Costantinopoli dell'869-870 e dell'879-880. Altri metropoliti sono documentati nei primi secoli del secondo millennio cristiano per la loro partecipazione ai sinodi patriarcali; l'ultimo prelato noto è Gregorio, all'epoca del patriarca Giovanni XIV Kalekas (1334-1347).
Dal XIX secolo Pompeopoli di Paflagonia è annoverata tra le sedi arcivescovili titolari della Chiesa cattolica; la sede è vacante dal 6 dicembre 1966. Il suo ultimo titolare è stato Jean Delay, già arcivescovo di Marsiglia.

## Cronotassi

### Arcivescovi greci
- Filadelfio † (menzionato nel 325)
- Sofronio † (prima del 359 - dopo il 360)
- Argino † (menzionato nel 431)
- Eterio † (prima del 451 - dopo il 458)
- Severo † (menzionato nel 553)
- Teodoro I † (menzionato nel 680)
- Teognosto † (menzionato nel 692)[3]
- Mauriano † (menzionato nel 787)[4]
- Costantino ? † (IX secolo)[5]
- Giovanni I † (menzionato nell'869)[6]
- Teodosio † (menzionato nell'879)[7]
- Basilio † (menzionato nel 997)[8]
- Teodoro II † (prima del 1030 - dopo il 1032)[9]
- Giovanni II † (XI secolo)[10]
- Michele † (prima del 1079 - dopo il 1094)[11]
- Leonzio † (menzionato nel 1232)[12]
- Gregorio † (menzionato nel 1334-1347 circa)

### Arcivescovi titolari
La cronotassi di Pompeopoli di Cilicia potrebbe comprendere anche alcuni vescovi di questa sede, in quanto nelle fonti citate le due cronotassi non sono distinte.
- Francesco d'Albore † (4 settembre 1901 - 25 dicembre 1920 deceduto)
- Francisco María Cervera y Cervera, O.F.M. † (20 luglio 1923 - 26 marzo 1926 deceduto)
- Heladio Posidio Perlaza Ramírez † (28 settembre 1926 - 10 ottobre 1937 deceduto)
- Gherardo Sante Menegazzi, O.F.M.Cap. † (20 ottobre 1938 - 21 gennaio 1945 deceduto)
- Andrea Taccone † (30 aprile 1949 - 18 maggio 1956 deceduto)
- Jean Delay † (5 settembre 1956 - 6 dicembre 1966 deceduto)